# 동체

보잉 737의 동체. 갈색으로 된 부분이 동체이다.

동체(胴體, 영어: fuselage)는 항공기의 주된 몸체 부분을 말한다. 조종자, 승객, 화물을 싣고있다. 단발 항공기의 경우 엔진도 포함하는 것이 보통이지만, 일부 수륙양육기의 경우 단일 엔진이 동체에 부착된 파일론(pylon)에 실장된다.

## 개요
맨앞이 조종석으로 되어 있고 뒤에는 객실과 화물실로 되어 있다. 비행기를 비행시키는 데 필요한 여러 가지의 계기·유압장치·전기장치·라디오·레이더 등도 대부분 동체 안에 장치되어 있다.
동체부에는 사람이 타기 때문에 고공에서도 산소가 부족하지 않도록 여압장치에 의해 압축된 공기를 보내고 있는 것이 많다(소형기는 제외).
고공에 오르면 기압도 떨어지고 산소가 부족하게 된다. 또 기온도 내려간다. 그 때문에 4,000∼5,000m 이상의 고공을 비행하는 비행기는 여압장치에 의하여 바깥의 공기를 압축하여 안으로 집어넣어 압력을 올리기도 하고, 냉난방도 하고 있다. 압력은 보통 지상 2,400m 상당의 0.75기합 정도로 유지되고 있다.

## 같이 보기
- 항공기